# Pyrausta inglorialis
Pyrausta inglorialis is een vlinder van de familie van de grasmotten (Crambidae). De wetenschappelijke naam van deze soort is voor het eerst voorgesteld als Cybolomia inglorialis door George Francis Hampson in een publicatie uit 1900.
De soort komt voor in Iran en Oezbekistan.